# Il Baluardo
Il Baluardo è un bastione difensivo di Colle di Val d'Elsa.
Si trova alla fine del Castello e si affaccia sulla città bassa a mo' di terrazza. Da qui si gode il panorama del Piano (la parte bassa di Colle di Val d'Elsa) e del Chianti.
Alle sue spalle il palazzo Masson, costruito alla fine del XIX secolo, su progetto di Antonio Salvetti (architetto colligiano), nel luogo dove sorgeva la Porta al Canto. La porta fu demolita nel 1876 nonostante le aspre polemiche, proprio per far posto al palazzo, di proprietà della facoltosa famiglia del proprietario delle ferriere. Oggi la struttura è occupata dalla congregazione delle Ancelle del Sacro Cuore di Gesù che la utilizza come scuola per l'infanzia intitolata a Santa Caterina Volpicelli.
Poco più in là del Baluardo, si diramano la Costa, una via ripida che conduce alla parte bassa della città, e Via del Muro Lungo, che costeggia parte del centro storico.
In prossimità svetta la casa-torre di Arnolfo di Cambio (una delle tante case-torri che abbellivano il centro storico di Colle di Val d'Elsa, ed oggi una delle poche rimaste in piedi) il cui ingresso è su Via del Castello. La leggenda vuole che dall'alto della Torre la nobildonna e fuoriuscita senese Sapia (ricordata da Dante Alighieri nella Divina Commedia, XIII Canto del Purgatorio) assistesse, nel 1269, alla sconfitta dei ghibellini senesi nella Battaglia di Colle.

## L'impianto di risalita
Il 25 febbraio 2006 è stato inaugurato l'impianto di risalita che collega il Baluardo alla parte bassa della città (Via Meoni). Realizzato con la consulenza dell'architetto francese Jean Nouvel, consente di superare un dislivello di 40 metri con l'uso di ascensori, che scorrono in un tunnel verticale del diametro di 7,50 metri, e che “coprono” la corsa in 35 secondi. L'accesso inferiore agli ascensori è stato realizzato riutilizzando un vecchio rifugio antiaereo risalente alla seconda guerra mondiale. L'impianto era aperto e funzionante in tutto l'arco delle 24 ore. È chiuso dal 2021 per manutenzione,nell'autunno del 2023 è prevista la riapertura già però rimandata più volte.

## Galleria d'immagini

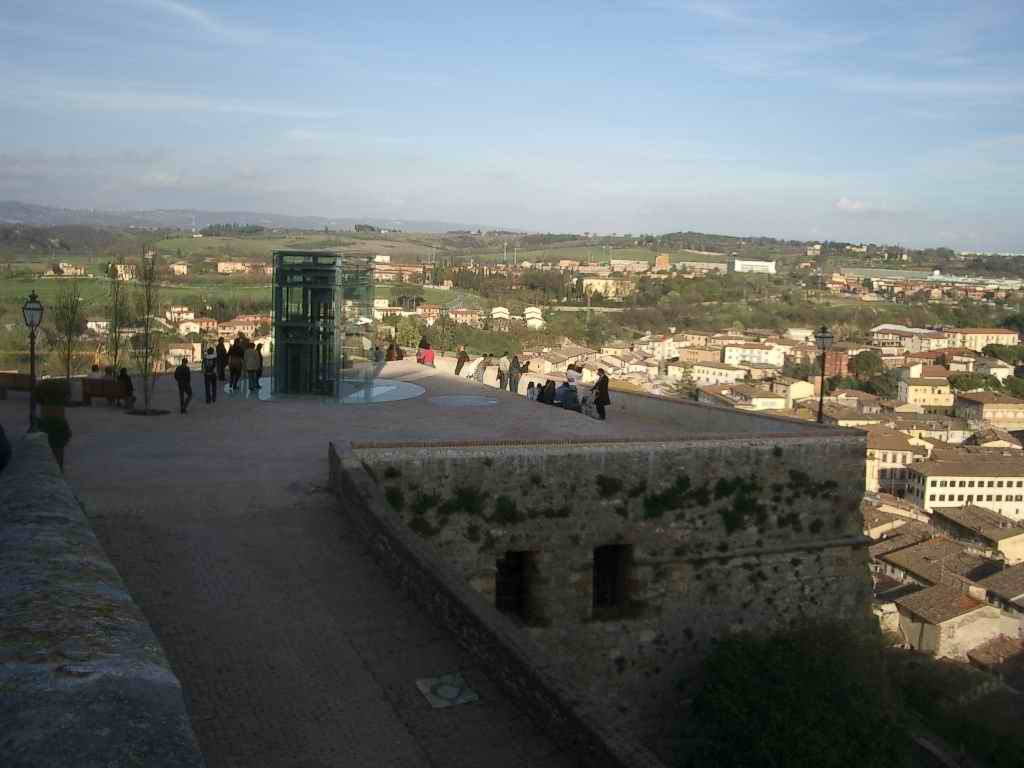
Veduta del Baluardo con l'impianto di risalita
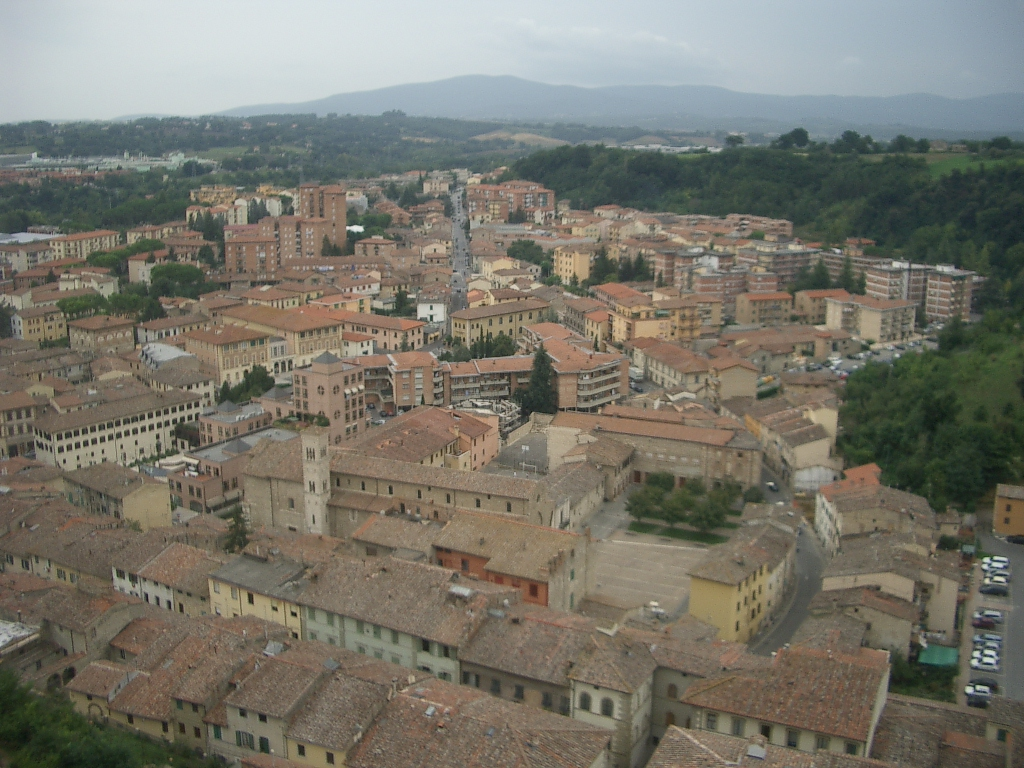
Panorama di Colle Basso dalla Torre di Arnolfo
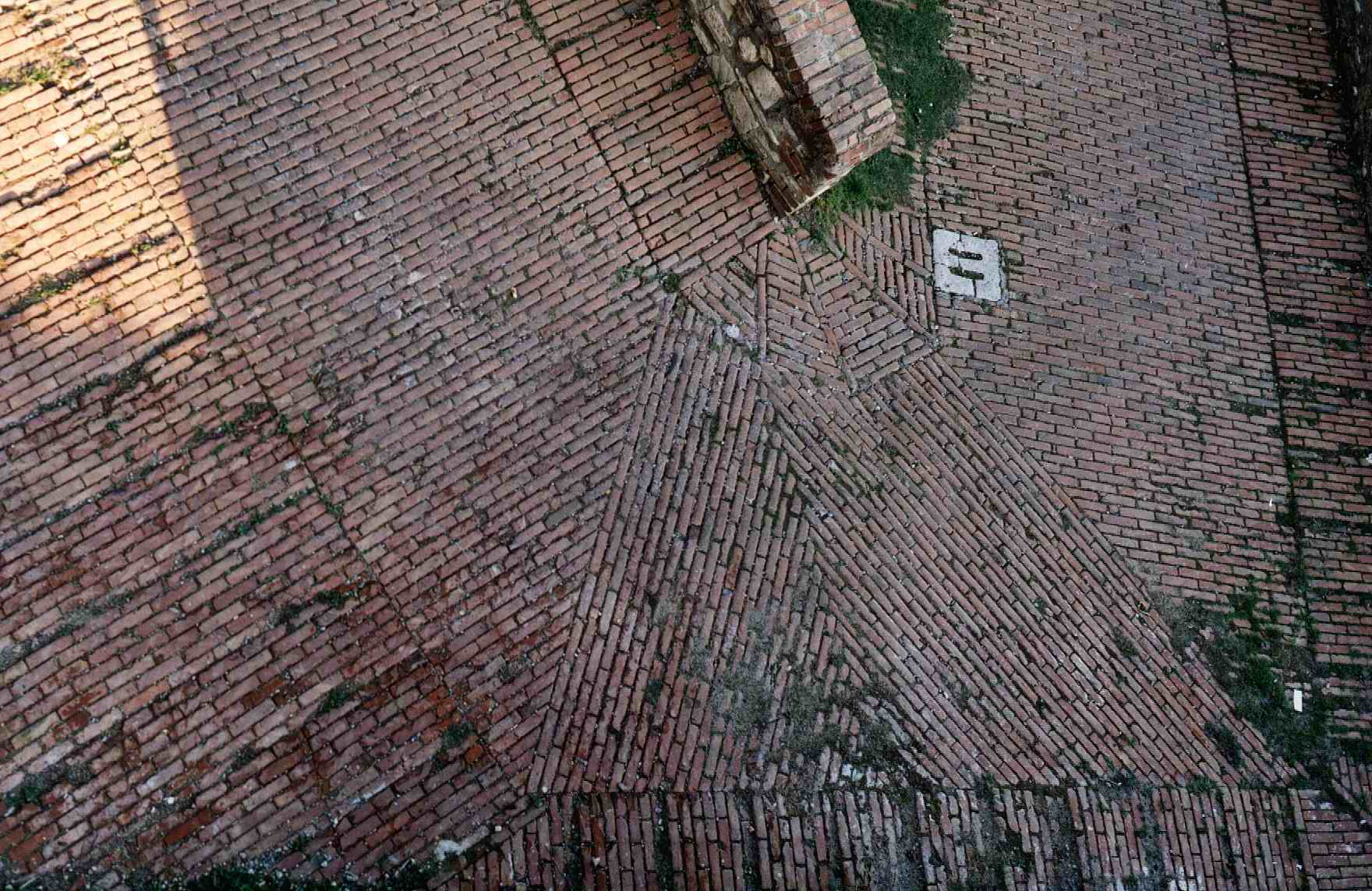
La Costa
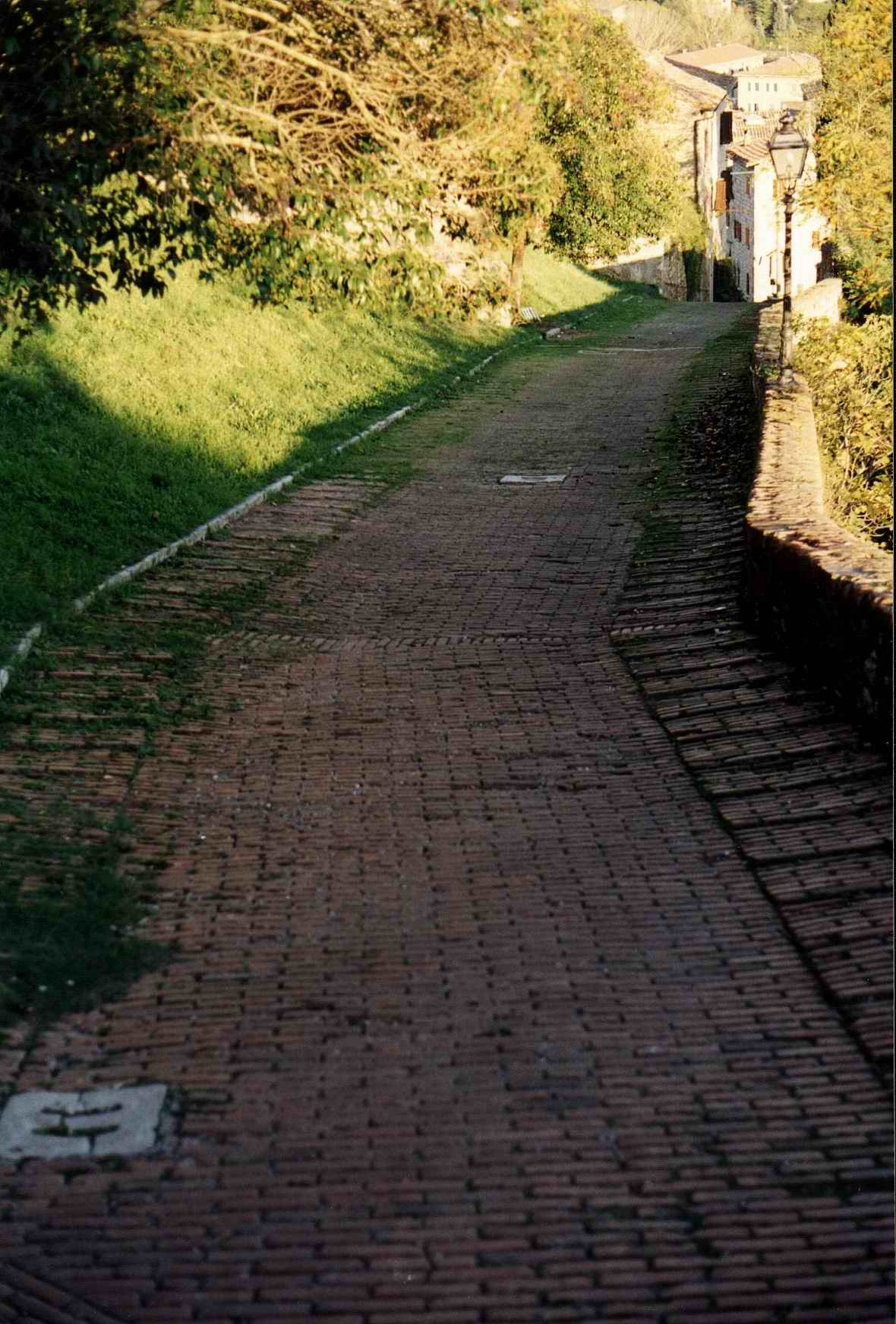
La Costa
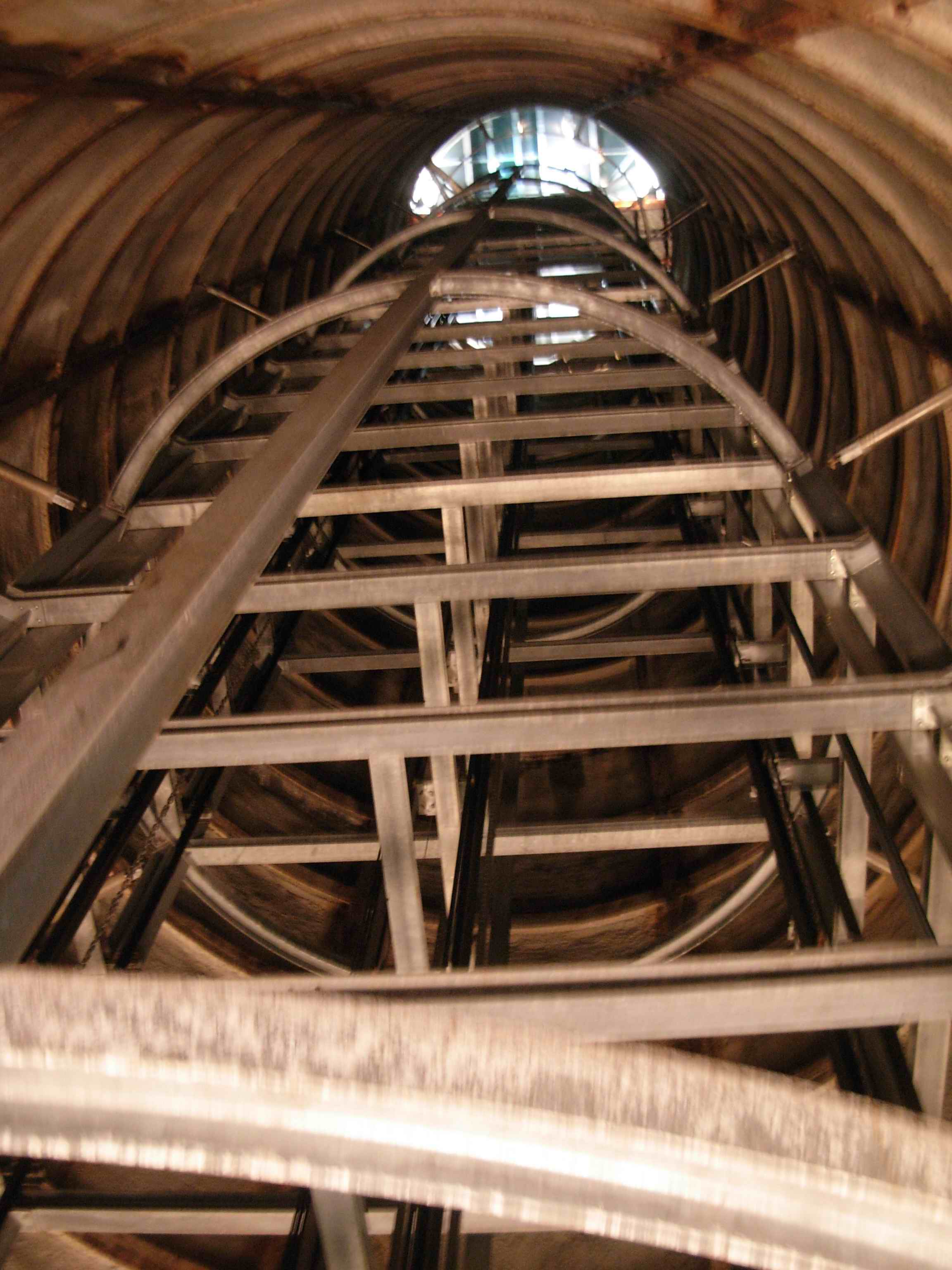
Particolari dell’impianto di risalita
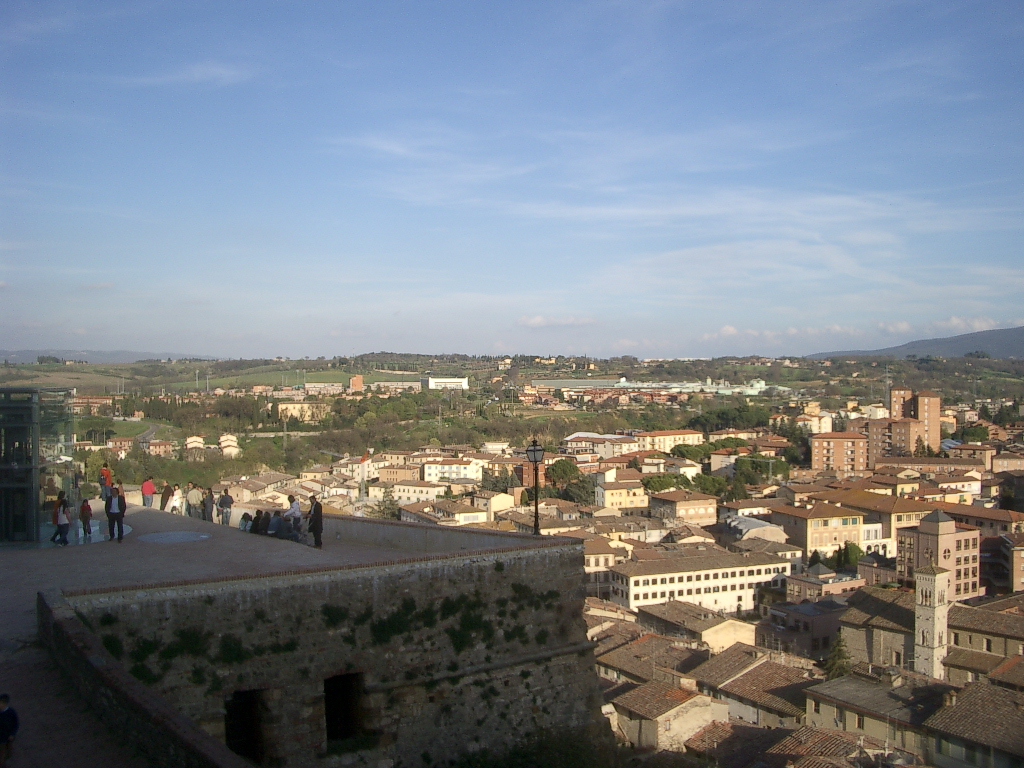
Veduta del Baluardo con scorcio panoramico della città bassa